# Wolframio (IV)
El wolframio (IV) es un estado de oxidación en que se encuentra el wolframio en algunos compuestos.

## Compuestos
- WO2, dióxido de wolframio[1]